# Associazione Calcio Prato 1942-1943
Questa voce raccoglie le informazioni riguardanti l'Associazione Calcio Prato nelle competizioni ufficiali della stagione 1942-1943.

## Rosa
| N. |                   | Ruolo | Calciatore            |
| -- | ----------------- | ----- | --------------------- |
|    | Italia (bandiera) | C     | Rolando Bardazzi      |
|    | Italia (bandiera) | P     | Renzo Bartolozzi      |
|    | Italia (bandiera) | D     | Rodolfo Bonaccorsi    |
|    | Italia (bandiera) | C     | Francesco Boriani     |
|    | Italia (bandiera) | D     | Moreno Cambi          |
|    | Italia (bandiera) | A     | Armando Casarini      |
|    | Italia (bandiera) | A     | Corrado Cavazza       |
|    | Italia (bandiera) | A     | Alberto Chiavacci (I) |
|    | Italia (bandiera) | A     | Bruno Chiavacci (II)  |
|    | Italia (bandiera) | D     | Otello Collini        |
|    | Italia (bandiera) | D     | Amanzio Donati (II)   |
|    | Italia (bandiera) | C     | Dino Donati (I)       |
|    | Italia (bandiera) | P     | Natale Erbinovi       |

| N. |                   | Ruolo | Calciatore            |
| -- | ----------------- | ----- | --------------------- |
|    | Italia (bandiera) | P     | Pietro Lodolini       |
|    | Italia (bandiera) | A     | Giovacchino Magherini |
|    | Italia (bandiera) | A     | Alfredo Notti         |
|    | Italia (bandiera) | C     | Gino Pasin            |
|    | Italia (bandiera) | A     | Giuseppe Pelinga      |
|    | Italia (bandiera) | C     | G. Pratesi            |
|    | Italia (bandiera) | D     | Gino Pucci            |
|    | Italia (bandiera) | D     | Rigoletto Puggelli    |
|    | Italia (bandiera) | D     | Romeo Rossi           |
|    | Italia (bandiera) | A     | Mario Spagnoli        |
|    | Italia (bandiera) | D     | Mario Valaperti       |
|    | Italia (bandiera) | C     | Ettore Valcareggi     |
|    | Italia (bandiera) | P     | Enzo Vieri            |